# Betoideae
Sous-famille
Classification APG II (2003)
Les Betoideae sont une petite sous-famille de plantes dicotylédones de la famille des Amaranthaceae (selon la classification phylogénétique) ou à la famille des Chénopodiacées (selon la classification classique).
Cette sous-famille comprend cinq ou six genres, regroupant entre 11 et 16 espèces.

## Caractéristiques générales

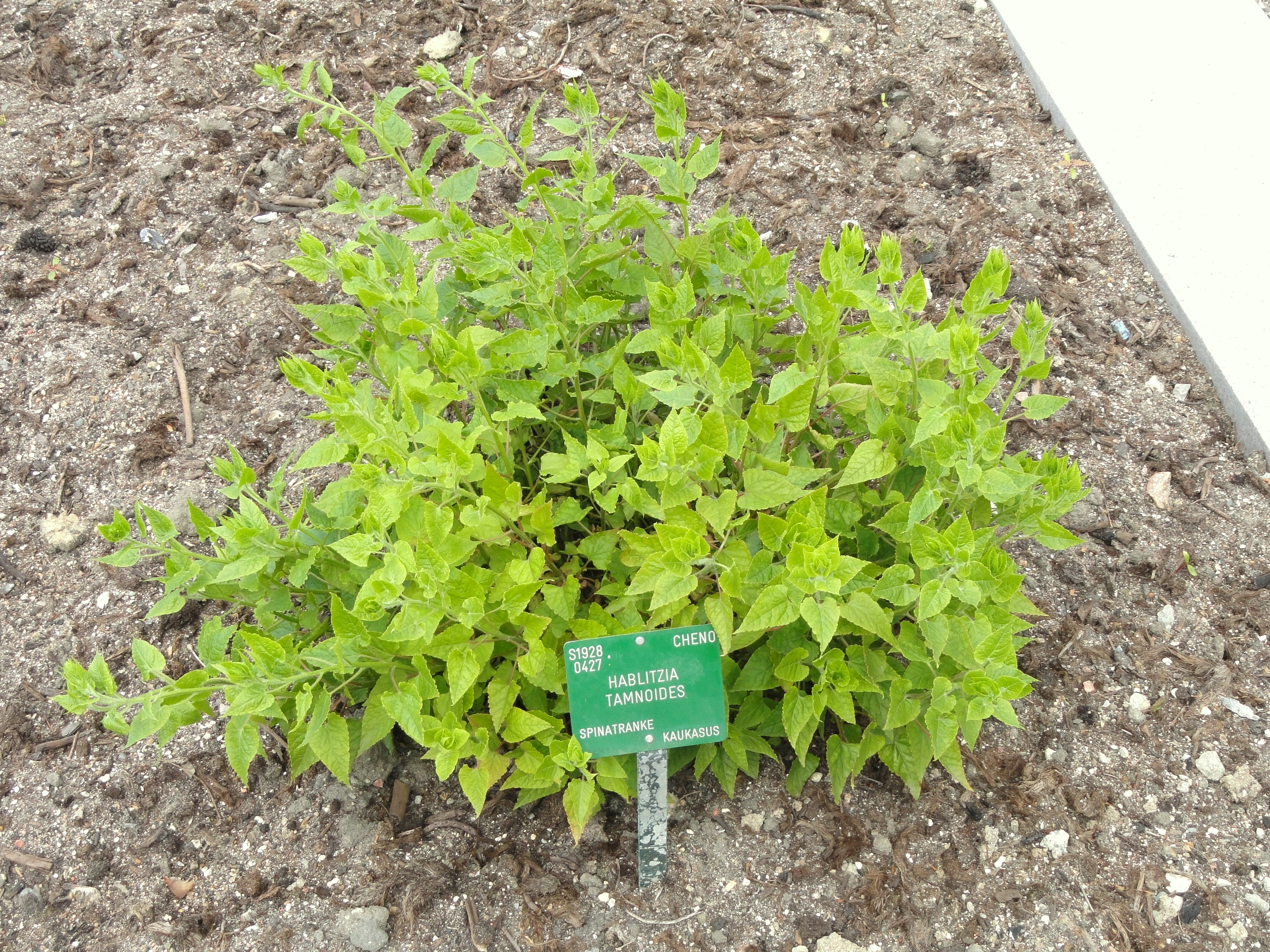
Hablitzia tamnoides.

Les espèces de la sous-famille des  Betoideae sont des plantes annuelles, bisannuelles ou vivaces, qui se caractérisent par un port très diversifié : plantes herbacées, plantes grimpantes (Hablitzia) ou sous-arbrisseaux. 
Les fleurs ont cinq tépales (mais  le genre  Aphanisma en a seulement trois) et cinq étamines (le genre Aphanisma une seule).
Le fruit des Betoideae est une capsule qui s'ouvre normalement par un opercule à déhiscence circulaire capsule, ce qui le distingue des fruits des autres espèces d'Amaranthaceae qui sont des nucules ou akènes, ou plus rarement des baies.
Dans la tribu des Beteae, le périanthe est inséré à la base dans les fruits, et les étamines insérées à la base dans un renflement épaissi autour de la partie visible de l'ovaire.
Dans tribu des Hablitzieae, les tépales, membraneux, ne sont pas modifiés dans les fruits, et les étamines sont unies à la base dans un anneau membraneux.

## Taxinomie
La sous-famille des Betoideae a été décrite en 1934 par le botaniste allemand, Oskar Eberhard Ulbrich. 
Il subdivisa le taxon en deux tribus : les Hablitzieae et les Beteae, cette dernière comprenant un seul genre, Beta.
Les recherches phylogénétiques menées par Kadereit et al. (2006) ont confirmé cette classification. mais certaines espèces traditionnellement rattachées au genre Beta ont été transférées dans la tribu des Hablitzieae sous le nom de genre Patellifolia.
La sous-famille des Betoideae est considérée comme un taxon monophylétique. Elle comprend 5 à 6 genres et environ 11 à 16 espèces :
- Tribus des Beteae Moq.:
  - Beta L., environ 7 à 12 espèces en Europe occidentale, dans le bassin méditerranéen et en Asie du Sud-Ouest, parmi lesquelles d'importantes plantes cultivées :
    - blette, betterave potagère, betterave fourragère, betterave sucrière
- Tribus des Hablitzieae Ulbr.:
  - Aphanisma Nutt. ex Moq., comprenant une espèce :
    - Aphanisma blitoides Nutt. ex Moq., plante annuelle du littoral de Californie,

  - Hablitzia M.Bieb., comprenant une espèce :
    - Hablitzia tamnoides M.Bieb., plante grimpante des forêts de la région floristique du Caucase,

  - Oreobliton Durieu, comprenant une espèce :
    - Oreobliton thesioides Durieu & Moq., sous-arbrisseau d'Afrique du Nord, croissant sur les roches calcaires des Monts de l'Atlas,

  - Patellifolia (syn. Beta sect. Procumbentes Moq.), plantes herbacées vivaces à port procombant, comprenant trois espèces :
    - Patellifolia patellaris (Moq.) A.J. Scott & al. (syn. Beta patellaris Moq.), îles Canaries et Méditerranée occidentale (Espagne, îles Baléares, Sicile, Maroc)
    - Patellifolia procumbens (Chr. Sm.) A.J. Scott & al. (syn. Beta procumbentes Chr. Sm.), îles Canaries
    - Patellifolia webbiana (Moq.) A.J. Scott & al. (syn. Beta webbiana Moq.), îles Canaries,
- Classification incertaine :
  - Acroglochin Schrad. ex Schult., comprenant une ou deux espèces :
    - Acroglochin persicarioides (Poiret) Moq., Inde, Cachemire, Pakistan, Népal, Bhoutan et Chine.